# Schwimmblasenwurm
Der Schwimmblasenwurm (Anguillicoloides crassus) ist ein blutsaugender parasitärer Nematode, der in der Schwimmblase von Aalen parasitiert. Ursprünglich lebte A. crassus nur in Japan und befiel dort ausschließlich den japanischen Aal. Die Einschleppung des Schwimmblasenwurms nach Europa macht ihn zu einem sogenannten Neozoon, welcher mittlerweile auch für den Rückgang der Population des europäischen Aals verantwortlich gemacht wird.

## Merkmale
Die spindelförmigen Parasiten erreichen Körpergrößen von bis zu 4,5 cm Länge und 5 mm im Durchmesser. Das Aalblut im Darm des Wurms verleiht ihm die typische dunkle Färbung. Seine Mundöffnung besteht aus einem Zahnkranz, der ihm das Eindringen in das Epithelgewebe der Schwimmblasenwand ermöglicht. Das Integument ist dünn, fragil und von einer Schleimhülle umgeben.

## Verbreitung
Ursprünglich auf die japanische Insel beschränkt, breitete sich A. crassus Anfang der 80er Jahre aufgrund von japanischen Aalimporten in Norddeutschland und den Niederlanden stetig aus. Weitere Stationen waren: 1985 die Camargue (Frankreich); 1986 Poebene (Italien), Dänemark und Norwegen; 1987 England, Südschweden und Spanien (Ebro); 1989 Polen, Griechenland und Ägypten. 1991 wurde A. crassus in Aalen aus dem ungarischen Balaton gemeldet. Da selbst die Donau, die nicht zum natürlichen Verbreitungsgebiet des europäischen Aals gehört, mit Aalen besetzt wurde, ist auch dort A. crassus mittlerweile verbreitet. Aus Amerika liegen derzeit noch keine Berichte über den Befall von A. crassus in Populationen des amerikanischen Aals vor, obwohl der europäische Aal und der amerikanische Aal im selben Gebiet ihre Laichgründe haben. Offenbar stellt also Salzwasser eine Ausbreitungsbarriere, auch wegen der fehlenden Zwischenwirte, für A. crassus dar.

## Lebenszyklus
Die postembryonale Entwicklung verläuft in vier Juvenilstadien:

### 1. Larvenstadium
Ein Weibchen produziert mehrere 10.000 Eier. Innerhalb der ca. 105 µm langen Eier und noch innerhalb des Uterus des weiblichen Adulttieres entwickelt sich der Embryo, nach der Furchung der Eizelle, zum ersten Larvenstadium. Die Larven besitzen ein verdicktes Vorderende. Die Eier schwimmen nach der Ablage frei im Schwimmblasenlumen. Während aktiver Schwimmphasen des Aals gelangen die Eier durch den Vorgang des Druckausgleichs durch ausperlende Luftblasen über den Ductus pneumaticus in den Verdauungstrakt des Aals. Dort werden sie mit einer Schleimhülle versehen.

### 2. Larvenstadium
Ebenfalls noch im Ei und manchmal noch im Uterus des Adulttieres vollzieht sich die Häutung zum 2. Larvenstadium. Die Exuvie aus dem 1. Larvenstadium bleibt als schützende Hülle bestehen. Die Tiere sind nun ca. 275–280 µm lang. Der Schwanz ist relativ lang, an der Basis weist die Kutikula eine Querringelung auf. Diese sorgt für eine gute Beweglichkeit und unterstützt die peitschenartigen Schlängelbewegungen. In den Kotballen des Aals verpackt schlüpfen die Larven aus der Eihülle und werden ins freie Wasser mit dem Kot zusammen abgegeben. Schließlich gelangen sie durch Nahrungsaufnahme in den ersten Zwischenwirt, in sogenannte Süßwassercopepoden. Dort wird beim Penetrieren der Darmwand und dem Eindringen in das Haemocoel des Zwischenwirtes auch die Exuvie abgestreift. Im Haemocoel wachsen die Tiere auf etwa 710 µm heran und häuten sich nach 10–12 Tagen zum dritten Larvenstadium.

### 3. Larvenstadium
Die befallenen Copepoden gelangen über Nahrungsaufnahme in den zweiten Zwischenwirt (z. B. Kaulbarsche und Jungfische verschiedener Arten), es kommt also zum sogenannten Wirtswechsel. Der mittlerweile ca. 1 mm große Parasit hat an der Mundöffnung einen dornartigen Fortsatz, welcher anscheinend zur Nahrungsaufnahme sowie zur Fortbewegung im Gewebe des Zwischenwirtes dient. Die Aale ernähren sich von den zweiten Zwischenwirten und stellen nun den Endwirt des Parasiten dar. Im Zielorgan Schwimmblase erreicht der Schwimmblasenwurm eine maximale Körperlänge von 1,35 mm. Hier findet auch die Häutung zum Larvenstadium 4. statt.

### 4. Larvenstadium
Im letzten Larvenstadium besitzt der Schwimmblasenwurm immer noch den dornartigen Fortsatz. Der Ösophagus, welcher im 3. Larvenstadium 30 % der Gesamtkörperlänge ausmacht, verkürzt sich nun auf 10–15 % der Gesamtkörperlänge, welche nunmehr etwa 5 mm beträgt. jetzt kommt es zur ersten Reifehäutung.

### Präadult- und Adultstadium
Nach der ersten Reifehäutung (Präadultstadium), welche im Schwimmblasenlumen stattfindet, erreichen die Jungnematoden Körpergrößen von ca. 4,49 mm, ihre Gonaden sind noch nicht voll entwickelt und als nicht differenzierte Schläuche erkennbar.
Nach weiteren Häutungen und ab einer Größe von 10 mm spricht man vom Adultstadium.
Die Gonaden reifen bis zum Erreichen der vollen Körpergröße vollständig aus.
Männliche Tiere erreichen Körpergrößen von 3,5 cm Länge und 2 mm im Durchmesser, weibliche Tiere von 4,5 cm Länge und 5 mm im Durchmesser.

## Symptome beim Endwirt
In seinem natürlichen Verbreitungsgebiet ist A. crassus ein gewöhnlicher Parasit, der keinen großen Einfluss auf die dortigen Aalpopulationen nimmt. Befallsraten von 10 bis 40 % sind üblich. A. crassus erreicht in Europa jedoch viel höhere Befallsraten von bis zu 100 % und Befallsdichten von 200 adulten Nematoden pro Aal.
Da theoretisch schon die zweiten Larvenstadien von A. crassus in den Endwirt gelangen können, fanden je nach Stadium unterschiedliche Anpassungen statt. Die Larven leben dann zumeist im Gewebe der Schwimmblase und ernähren sich von diesem. Erst im ausgewachsenen (adulten) Stadium gelangt A. crassus in die Schwimmblase und ernährt sich hämophag – also von Blut. Bei befallenen Aalen wird Appetitlosigkeit und Abmagerung festgestellt. Durch Narbengewebe, das sich  an der Schwimmblasenhaut bildet, kann deren Funktion erheblich beeinträchtigt werden. Im Süßwasser sind Aale als Bodenfische wenig auf die Schwimmblase angewiesen. Im offenen Meer, auf dem Weg zum Laichgebiet in der Sargassosee, benötigen die Aale die Schwimmblase als Druckausgleichsorgan. Durch die Vernarbungen kann das Austarieren und freie Schweben so sehr gestört oder ganz ausgeschaltet sein, dass die befallenen Aale auf ihrer langen Wanderung zu viel Energie durch aktives Schwimmen verlieren. Da sie während der Wanderung ausschließlich von ihren Fettreserven leben, können sie verhungern, bevor sie die Sargassosee überhaupt erreicht haben, oder die Energiereserven reichen nicht mehr für den Laichakt.